# Marian Schuegraf

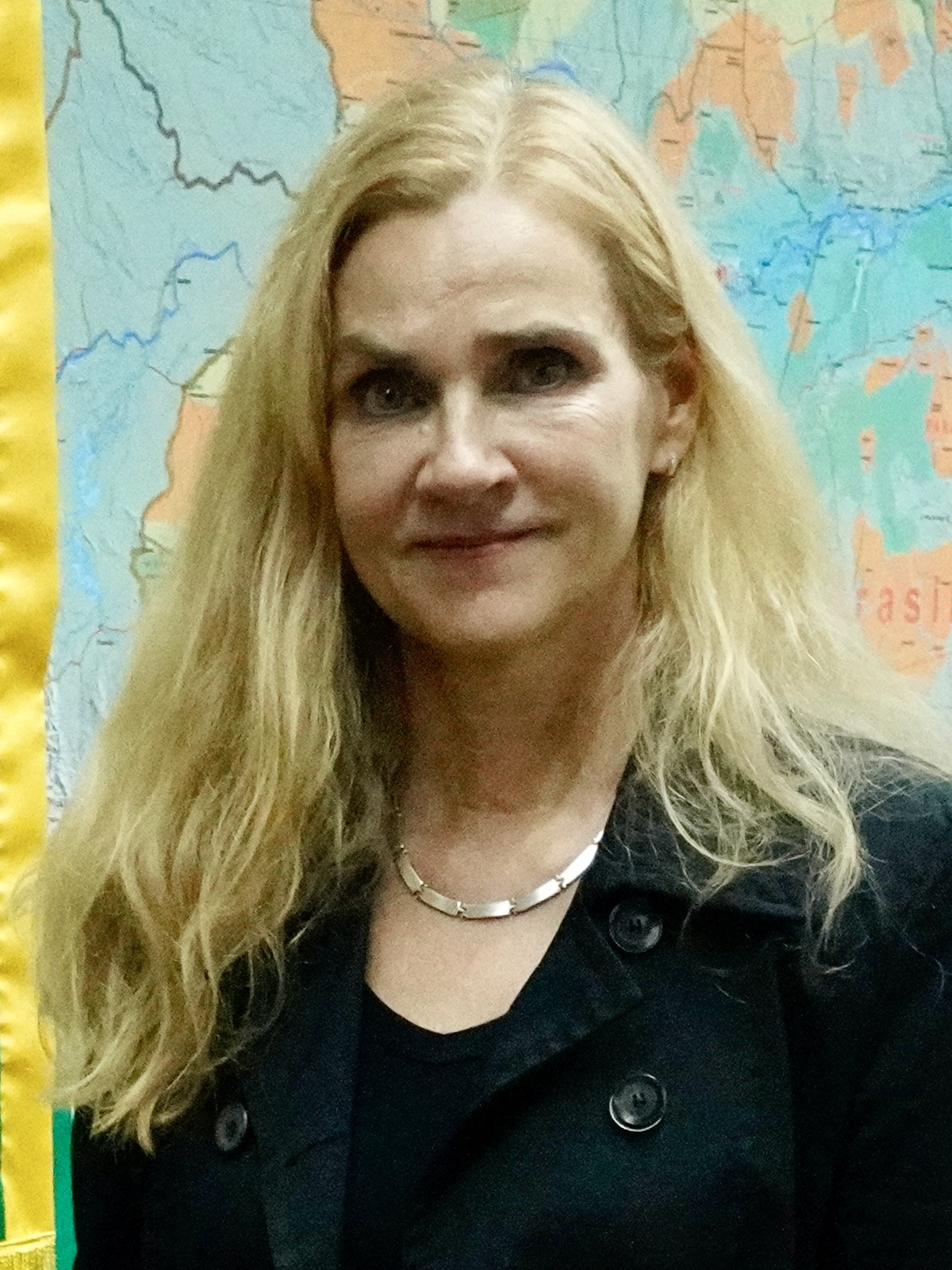
Schuegraf (2024)

Marian Schuegraf (* 20. Jahrhundert) ist eine deutsche Diplomatin. Sie ist seit 2023 Delegationsleiterin der Europäischen Union in Brasilien und war davor von 2022 bis 2023 Botschafterin Deutschlands in Kolumbien.

## Leben
Marian Schuegraf studierte Rechtswissenschaften in Nürnberg und Rennes.
Im Auswärtigen Amt arbeitete sie in den Bereichen Ostafrika, Sudan, Personal, europapolitische Öffentlichkeitsarbeit, in der Rechtsabteilung sowie der EU-Koordinierung. Sie war im Ausland an der Botschaft Addis Abeba in Äthiopien, der Botschaft Neu Delhi in Indien und zuletzt als Gesandte an der Botschaft Teheran im Iran eingesetzt. Danach war sie die Beauftragte für Lateinamerika und Karibik im Auswärtigen Amt.
Im August 2022 wurde Schuegraf Botschafterin Deutschlands in Kolumbien. Im Sommer 2023 wurde sie in diesem Amt von Martina Klumpp abgelöst und wechselte als EU-Delegationsleiterin nach Brasilien.

## Weblink / Quelle
- Lebenslauf. In: Deutsche Botschaft Bogotá. Archiviert vom Original am 5. Februar 2023; abgerufen am 29. November 2023.